# Hazen (Groenlandia)

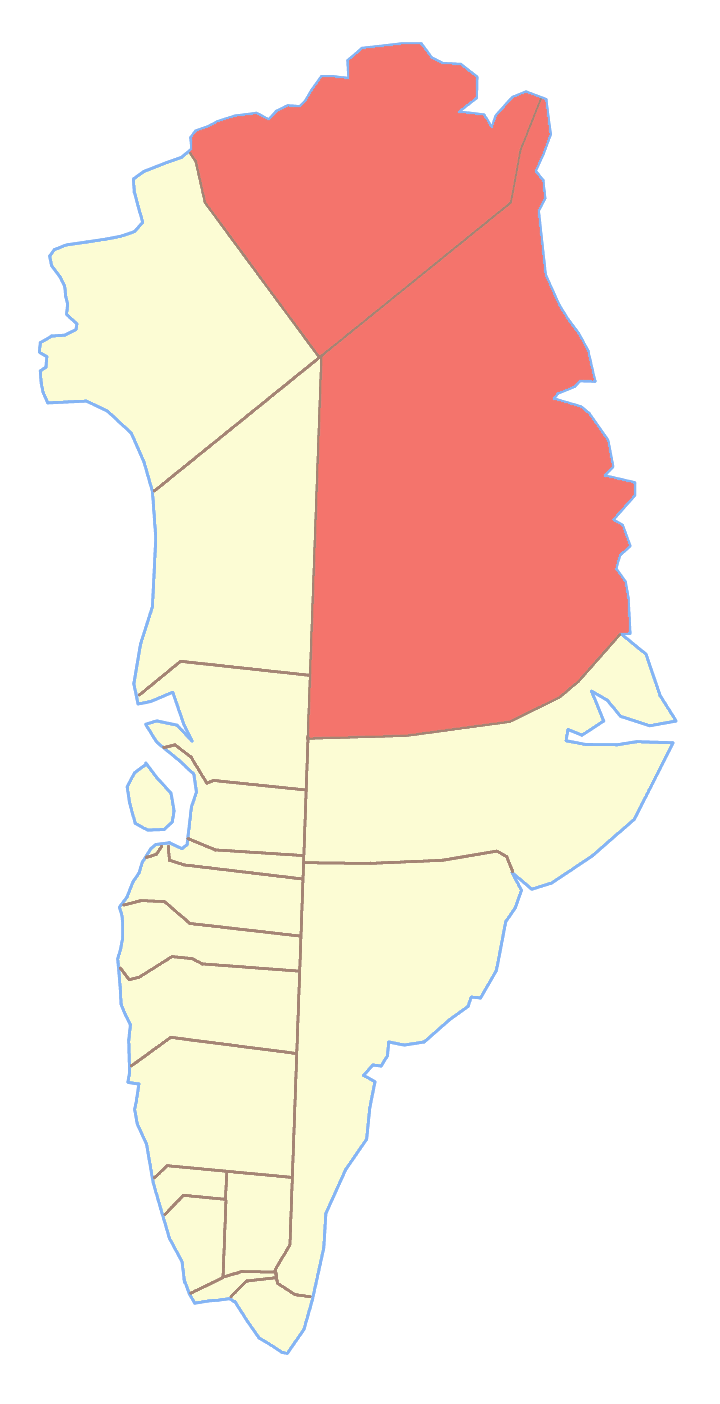
Parco nazionale della Groenlandia nordorientale, dove si trova Hazen

Hazen è un'isola disabitata della Groenlandia di 206 km².
Prima della riforma del 2008 faceva parte della contea della Groenlandia Settentrionale.
È situata nel Parco nazionale della Groenlandia nordorientale, fuori da qualsiasi comune.